# Paul Frissen
P.H.A. (Paul) Frissen (Puth, 1955) is decaan en onderzoeker van de Nederlandse School voor Openbaar Bestuur (NSOB). Tevens is hij emeritus hoogleraar Bestuurskunde aan  de Universiteit van Tilburg (UvT) en voorzitter van de Raad van Toezicht van Dichterbij, instelling voor mensen met een verstandelijke beperking.
Hij promoveerde in 1989 cum laude op het proefschrift Bureaucratische cultuur en informatisering. Dit proefschrift leverde hem de Samsom H.D. Tjeenk Willink prijs 1985-1989 en de G.A. van Poeljeprijs 1989 van de Vereniging voor Bestuurskunde op.
Paul Frissen houdt zich bezig met analyses van de moderne staat. Hij doet onderzoek, geeft onderwijs, adviseert en publiceert op het snijvlak van bestuurskunde en politieke filosofie. Hij uit zich sceptisch over de resultaten van overheidsbemoeienis vooral ook de toenemende overheidsbemoeienis tot achter de voordeur.